# Charles Henri d’Estaing

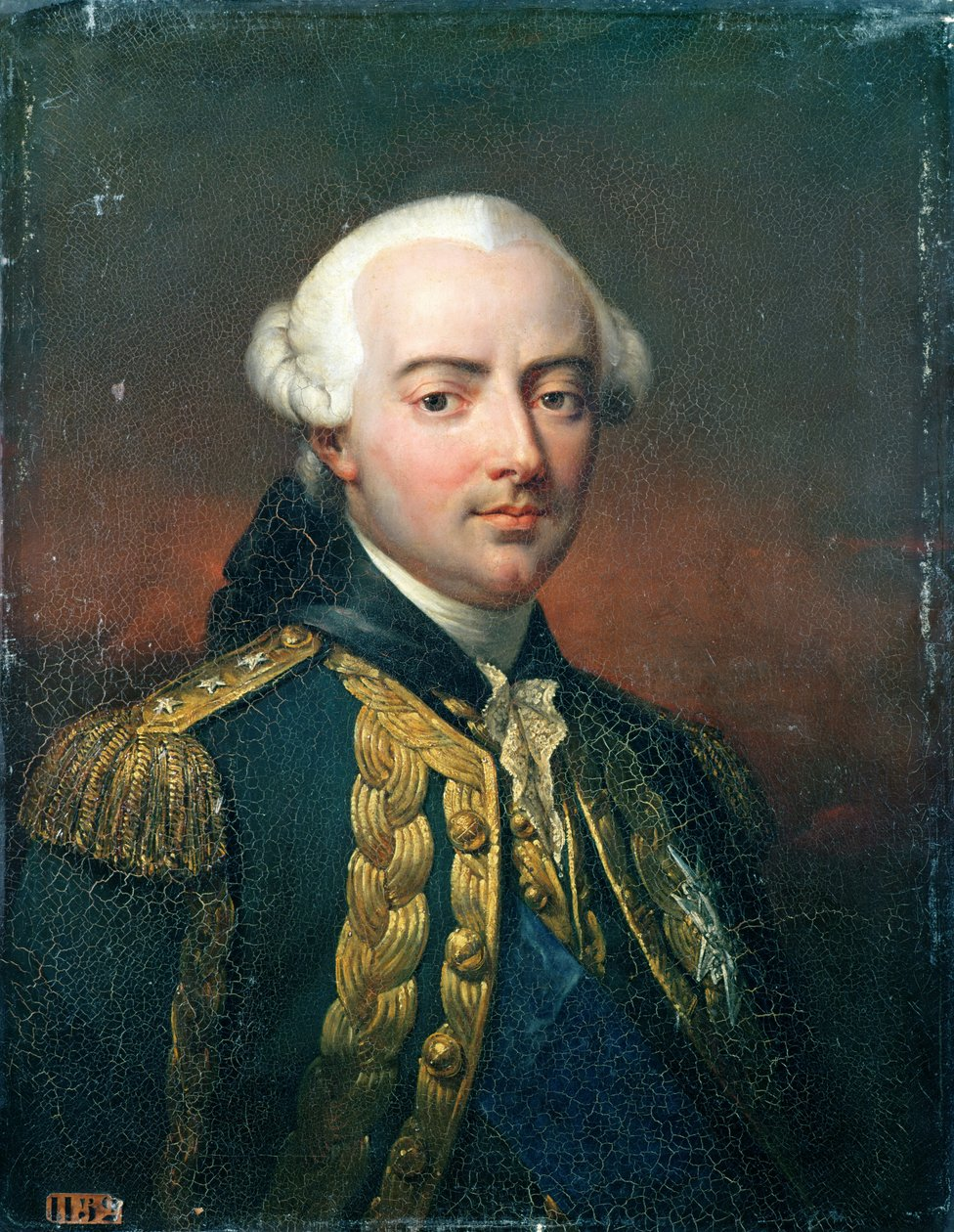
Charles Henri d’Estaing

Jean-Baptiste Charles Henri Hector, comte d’Estaing (* 20. November 1729 auf Schloss Ravel, Auvergne, Frankreich; † 28. April 1794 in Paris hingerichtet) war ein französischer Adliger und Offizier in Heer und Marine, zuletzt im Rang eines Admirals.

## Leben
Charles Henri d’Estaing wurde als Sohn des Charles-François, dem Marquis de Saillant, und Marie-Henriette Colbert de Maulevrier, einer Nachfahrin von Jean-Baptiste Colbert, im Château de Ravel in der Auvergne geboren. Sein Vater war ein Lieutenant-général des armées und stammte aus einer Familie mit einer langen Geschichte im Dienst der französischen Krone. Er wurde zusammen mit dem gleichaltrigen damaligen Dauphin Louis Ferdinand erzogen und diente in dessen Gefolge.

### Militärlaufbahn
Im Mai 1738, noch als Kind, wurde d’Estaing offiziell beim französischen Heer eingeschrieben. Bereits 1746 wurde er Lieutenant der Infanterie beim Regiment de Rouergue. Mit dem Regiment war er am Feldzug des Marschalls Moritz von Sachsen in Flandern von 1746 bis 1748, während des Österreichischen Erbfolgekrieges, beteiligt. Hierbei diente er Moritz von Sachsen als Aide-de-camp und wurde Kommandeur (Mestre de camp) seines Regiments. Während der Belagerung von Maastricht 1748 wurde d’Estaing verwundet.
Im Siebenjährigen Krieg kämpfte er in Ostindien. Während der Belagerung von Madras 1758/1759 geriet er in britische Gefangenschaft, wurde aber auf Ehrenwort entlassen. Trotz dieser Zusage, sich nicht mehr an Kämpfen zu beteiligen, unternahm d’Estaing eine Kaperfahrt im Persischen Golf. Erneut gefangen genommen, wurde er in Portsmouth inhaftiert.

### Amerikanischer Unabhängigkeitskrieg
Nach dem Frieden von Paris 1763 trat d’Estaing der Marine im Rang eines Chef d’escadre (Konteradmiral) bei und wurde bereits kurz danach zum Lieutenant-général (Vizeadmiral) befördert. Von 1764 bis 1766 war er Gouverneur der französischen Kolonie Saint-Domingue (heute Haiti).
Bei Ausbruch des Amerikanischen Unabhängigkeitskrieges wurde er 1778 zum Vice-amiral des Mers d’Asie et d’Amérique ernannt, und er erhielt das Kommando über ein Geschwader in Nordamerika. Seine militärischen Erfolge in diesem Krieg waren anfangs eher bescheiden. Durch seine zögerndes Vorgehen vor dem Delaware konnte ihm Admiral Howe entkommen. Im August 1778 gelang es ihm, in der Bucht von Narragansett fünf britische Fregatten zu zerstören. Eine Schlacht mit Howe, der inzwischen sein Geschwader verstärken konnte, wurde von Schlechtwetter verhindert. Im Dezember desselben Jahres versuchte er vergeblich, die von Samuel Barrington besetzte Insel St. Lucia zurückzuerobern. Im Gegenzug gelang es ihm jedoch im Juli 1779, die Insel Grenada zu nehmen. In der darauffolgenden Seeschlacht von Grenada konnte er die Briten unter Admiral John Byron abwehren. Eine Rückeroberung der Insel durch die Engländer wurde zwar so verhindert, aber durch sein zögerndes Verhalten nach der Schlacht blieb den Briten eine eindeutige Niederlage erspart. Im August attackierte er die Engländer in Savannah, das sie dann am 29. Dezember 1778 einnahmen. Auch wenn es gemeinsam mit amerikanischen Bodentruppen nicht gelang, die Stadt zu erobern, wurden die Briten gezwungen, ihre Truppen zu stärken. Daher wurde Rhode Island geräumt und dabei der britische Flottenstützpunkt in der Bucht von Narragansett aufgegeben.
Bei seiner Rückkehr nach Frankreich wurde d’Estaing trotz mangelnder Erfolge dennoch als Held gefeiert. Bis zum Frieden von 1783 war er Kommandeur des französisch-spanischen Geschwaders von Cádiz.

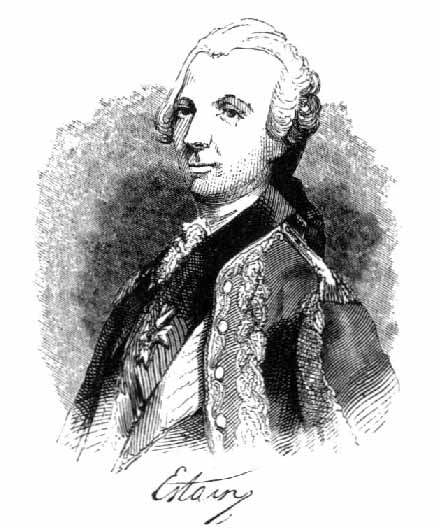
Charles Henri d’Estaing
Porträt von Benson John Lossing

### Französische Revolution
Nach Ausbruch der Französischen Revolution wurde er Kommandeur der Nationalgarde in Versailles. Während des Zuges der Poissarden nach Versailles vom 5. und 6. Oktober 1789 verhielt er sich vorerst passiv, überführte aber dann mit der Nationalgarde das Königspaar von Versailles in das Palais des Tuileries nach Paris. Im Prozess gegen Marie-Antoinette wurde er im Oktober 1793 als Zeuge gegen die Königin aufgerufen, konnte oder wollte aber nichts wirklich Belastendes vorbringen. Im März 1794 – nun selbst der Verschwörung angeklagt – wurde er zum Tod durch die Guillotine verurteilt. Mit den Worten Sendet meinen Kopf den Engländern – man wird gut dafür zahlen! nahm er das Urteil entgegen und wurde am 28. April 1794 hingerichtet.
Mit seinem Tod endete die Linie der Grafen d’Estaing. Der spätere französische Präsident Valéry Giscard d’Estaing entstammt nicht dieser Familie.